# Defizitmodell des Alters
Das Defizitmodell des Alterns ist eine psychologische Alterstheorie die Altern als einen Abbauprozess insbesondere von Intelligenz und kognitiver Leistungsfähigkeit ansieht. Sie nimmt an, dass Alterungsprozesse eindimensional und in Richtung Leistungsabnahme verlaufen und dass diese Verläufe über unterschiedliche Personen hinweg auf vergleichbare Weise stattfinden.
Das Defizitmodell des Alterns geht im Wesentlichen auf frühe gerontopsychologische Forschung u. a. von Miles, Leistungsforschungen von Yerkes sowie die Intelligenzforschung von Wechsler zurück. Es gilt wissenschaftlich mittlerweile als überholt und wurde durch komplexere Modelle wie die Kompetenztheorie oder die kognitive Theorie des Alterns ersetzt.